# Кайгородов, Григорий Константинович
Григорий Константинович Кайгородов (28 мая 1948, село Колёг-Еган, Нижневартовский район) — российский писатель

, детский поэт. Серебряный лауреат конкурса национальной литературной премии «Золотое перо Руси — 2014» за серию детских энциклопедий о животных, лауреат литературного конкурса «Золотое шахматное перо России» за книгу о шахматах в стихах, дипломант регионального конкурса «Книга года — 2013» в номинации «Самая популярная книга».

## Биография
Родился 28 мая 1948 года в селе Колёг-Еган.
В 1974 году окончил Свердловский государственный медицинский институт.
Работал врачом в Асбесте (1974—1978) и в Урае (1978—2012). В настоящее время проживает в Тюмени, пишет стихи для детей. Член Союза писателей России (2015). Книги о животных внесены в «Книгу рекордов Тюменской области».

## Книги
В стихотворной форме правила игры впервые за всю историю шахмат описаны в книге «Азбука шахмат в стихах». Легко запоминающиеся стихи помогают ребёнку Зх — 4х лет в простой игровой форме научиться играть в шахматы. В книге много красочных рисунков, диаграмм и детских песен. Дети младшего возраста знакомятся с шахматными фигурами, в лёгкой форме запоминают, как они ходят, получают первое представление о том, что такое шахматная игра. Первый простой и доступный учебник дважды переиздавался, переведён на сербский язык.
10-кратная чемпионка Тюменской области по шахматам, автор шахматного учебника Г. К. Михайленко считает, что «имея под рукой такую замечательную книгу, можно смело приобщать к этой мудрой игре детей с 3—4-х летнего возраста».

### Детская энциклопедия
- «Морские животные Детская энциклопедия в стихах» 2020
- «150 зверей и птиц Детская энциклопедия в стихах» Сборник из четырёх ранее изданных книг для всех детских и школьных библиотек юга Тюменской области[7], ХМАО-Югра, ЯНАО. 2019 г.
- «Мир зверей и птиц редких и красивых. Детская энциклопедия в стихах» 2017 г.
- «Мир животных. Звери. Детская энциклопедия в стихах» 2017 г.
- Кайгородов Г. К. Мир животных. Птицы и звери : детская энциклопедия в стихах и прозе. — Челябинск: Южно-Уральское книжное издательство, 2012. — 79 с. — 2000[8] экз. — ISBN 978-5-7688-1106-8.
- «Мир птиц Детская энциклопедия в стихах и прозе» 2013 г.
- Кайгородов Г. К. Мир животных : детская энциклопедия. — Челябинск: Южно-Уральское книжное издательство, 2012. — 75 с. — 1500[8] экз. — ISBN 978-5-7688-1050-4.

### Азбука шахмат в стихах
- «Азбука шахмат в стихах» 2009 г.
- «Азбука шахмат в стихах 1 и 2 ступени» — 5 изд. 2019 г.

### Стихи для детей
- «Стихи для детей с переводом на английский язык» 2016 г.
- «Стихи для детей» 2015 г.

### Аленький цветочек
- «Аленький цветочек ЛИБРЕТТО» — по сказке С. Т. Аксакова 2016 г.
- «Аленький цветочек» в поэтическом переложении по мотивам сказки С. Т. Аксакова 2008 г.

### Словарь
- «500 Рифмованный русско-английский словарь с произношением» 2018 г.

## Статьи в СМИ
- Белоусова, В. Читала мама книжку про шуструю мартышку / Вероника Белосусова // Тюменская область сегодня. — 2015. — 2 апр. — С. 9.
- Ломакин, С. К. Всеусердный стихотворец [о творчестве Г. Кайгородова] / Станислав Ломакин // Тюменская правда. — 2018. — 29 ноября. — С. 23.
- Белоусова, В. Расскажи, колючий еж, как же ты в лесу живешь? / Вероника Белосусова // Тюменская область сегодня. — 2012. — 15 марта. — С. 9.
- Гизатуллина, Л. О детях и для детей / Лариса Гизатуллина // Слава труду. — 2015. — 58(6097). — 17 июля.
- Фатеев, Д. Азы шахмат по Кайгородову / Денис Фатеев // Тюменская область сегодня. — 2011. — 9 апр.
- Яковлева, О. Творить для детей трудно, но интересно / Ольга Яковлева // Новая жизнь. — 2015. — № 54. — 6 июля.